# 川守田英二
川守田 英二（かわもりた えいじ、1891年3月28日 - 1960年3月6日）は日本出身のアメリカ合衆国の日本人教会の牧師、ヘブル語の詩歌の研究家として知られる。彼の著書は日ユ同祖論の根拠として用いられた。

## 略歴
- 1891年（明治14年） - 岩手県二戸郡一戸町に生まれる。1918年（大正7年）に東北学院神学部を卒業する。その後、アメリカ合衆国に留学。
- 1924年（大正13年） - サンフランシスコ神学大学（英語版）を卒業。
- 1927年（昭和02年） - にサンフランシスコ神学大学修士課程を修了する。
- 1928年（昭和03年） - からワシントン州シアトルの日系人の長老教会の牧師を務めながら、ワシントン大学で東洋学を研究する。ヘブル語に堪能で、日本の囃子言葉とヘブル詩歌の共通性を説く著書を著す。日本でも、日本ホーリネス教会の中田重治らが影響を受け、日ユ同祖論を展開する。
- 1934年（昭和09年） - ウェストミンスター神学大学から名誉神学博士号を受けた。
- 1936年（昭和11年） - サンフランシスコ日本人教会の牧師になり、1940年（昭和15年）にはサンフランシスコ神学大学から聖書学博士号を受ける。その後、モンテレイ日本人教会の牧師になる。
- 1941年（昭和16年） - 太平洋戦争が始まったために、1942年（昭和17年）5月にアメリカ合衆国政府の命令で、タンフォラム集合センターに入る。9月にはトッパーズ地区センターに移る。
- 1945年（昭和20年） - 終戦と共に、サンフランシスコに戻り、スタージ記念館に日本人教会を再建する。その後、北カリフォルニア日本人教会連合会の会長として日本人教会の教会復興に尽力する。
- 1960年（昭和35年） - 糖尿病が悪化しサンフランシスコの自宅で死去する。

## 著書
- 『日本ヘブル詩歌の研究』全2巻（1959年）
- 『日本エホバ古典』1959年
- 『日本言語考古学』1959年